# 235 v.Chr.
Het jaar 235 v.Chr. is een jaartal volgens de christelijke jaartelling.

## Gebeurtenissen

### Italië
- In Rome laat consul Titus Manlius Torquatus de deuren sluiten van de Tempel van Janus, dit als teken van algemene vrede.
- De Latijnse dichter Gnaius Naevius voert zijn eerste lezingen op, over dramatiek en tragedies tijdens de Eerste Punische Oorlog.

### Egypte
- De Griekse astronoom Eratosthenes, berekent in Alexandrië de omvang van de aarde, door het meten van de schaduwlengte.

### Griekenland
- Cleomenes III (235 - 219 v.Chr.) uit het huis der Agiaden wordt koning van Sparta.
- Megalopolis wordt door Aratos van Sikyon bevrijdt van tirannie en sluit zich aan bij de Achaeïsche Bond.

## Overleden
- Leonidas II, koning van Sparta